# Эль-Канаят
Эль-Канаят (араб. القنايات‎) — город на севере Египта, расположенный на территории мухафазы Шаркия.

## Географическое положение
Город находится на юго-западе мухафазы, в юго-восточной части дельты Нила, на расстоянии приблизительно 3 километров к северо-западу от Эз-Заказика, административного центра провинции. Абсолютная высота — 6 метров над уровнем моря.

## Демография
По данным переписи 2006 года численность населения Эль-Канаята составляла 42 563 человек.
Динамика численности населения города по годам:
| 1996   | 2006   |
| ------ | ------ |
| 36 010 | 42 563 |

## Транспорт
Ближайший крупный гражданский аэропорт — Международный аэропорт Каира.